# Hans Reichle

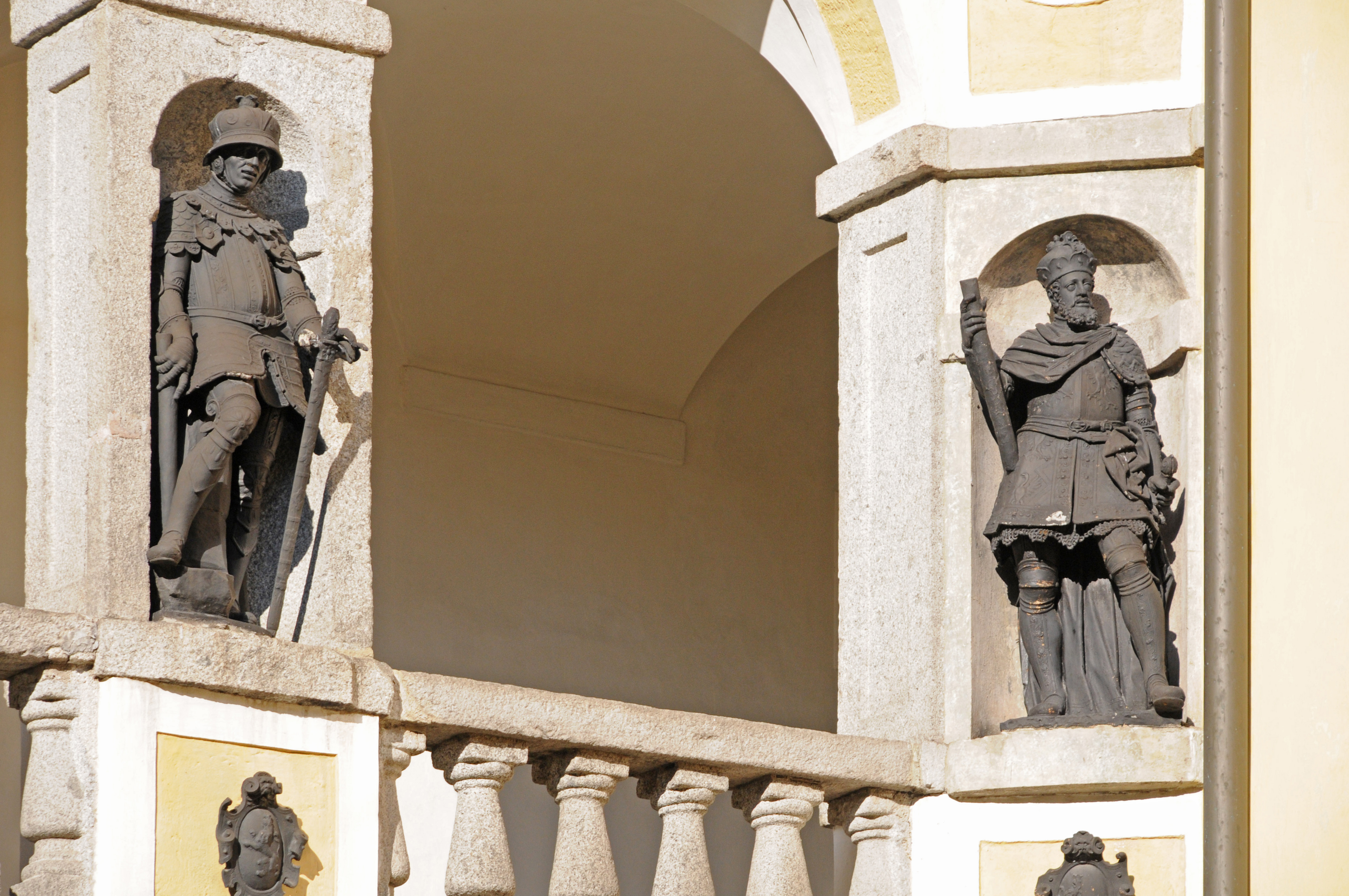
Figuren aus der Serie der Kaiser an der Hofburg in Brixen: links Graf Sigopert und rechts Herzog Ernst der Eiserne

Hans Reichle (* ca. 1565–70 in Schongau; † 22. März–27. August 1642 in Brixen) war ein süddeutscher und Tiroler Bildhauer und Architekt. Sein Vater war der Bildhauer Paul Reichle. Er war ein Schüler des Giambologna in Florenz zwischen 1588 und 1595, wo er „Anzireccelle“ genannt wurde. In einer Gehilfenliste von 1591 wird er an erster Stelle Giovanni Tedesco genannt. 1586 war er in der Werkstatt des Hubert Gerhard in München. Er führte über lange Zeit eine Bildhauerwerkstatt in Brixen. Er heiratete die Brixnerin Emma Mulletin und lebte in Brixen ab 1607, wo er auch als Ingenieur und Architekt tätig war.

## Werke (Auswahl)
- 1599 für den Innenhof der Hofburg in Brixen 44 Terracottafiguren die den Stammbaum der Habsburger präsentieren sollten – es sind zZ  24 im Innenhof, 8 in der Durchfahrt durch den Südflügel der Hofburg in Brixen, 2 im Tiroler Landesmuseum Ferdinandeum in Innsbruck und eine im Maximilianmuseum in Augsburg zu sehen.
- Das Relief der Geburt Christi am linken Flügel des Portals des Dom von Pisa 1601.
- Trostburg bei Waidbruck, der Skulpturentabernakel des H. Antonius Abbas in der Kapelle 1603/04 wird mutmaßlich dem Brixner Mitarbeiter Reichles Giovanni de Quadria zugeschrieben.
- Pfarrkirche Klausen Kruzifix und Grablegung.
- Pfarrkirche Bruneck das sogenannte „Kempterische Epitaph“ in der Eingangshalle an der linken Säule ist ein Bronzerelief im Renaissancestil wird Hans Reichle (1620) zugeschrieben.
- In Augsburg vor dem Zeughaus und den Kreuzaltar in St. Ulrich und Afra Entwurf  der Figuren des Merkur- und Herkulesbrunnens, die Wolfgang Neidhardt in Zusammenarbeit mit dem Bildhauer Adriaen de Vries schuf.
- Im Augsburger Zeughaus über dem mächtigen Portal an der Ostseite befindet sich eine beeindruckende Bronzegruppe des Bildhauers Reichle, gegossen von Wolfgang Neidhardt. Sie zeigt den Erzengel St. Michael im Kampf gegen den Satan, ein Motiv, das sich auch beim Augsburger Turamichele wiederfindet.
- In Augsburg in der Basilika St. Ulrich und Afra im Mittelschiff Kreuzigungsgruppe von Reichle modelliert und von Wolfgang Neidhardt gegossen. Die bronzene Szene mit Christus am Kreuz, Maria Magdalena, Maria und dem Apostel Johannes am Fuß des Kreuzes wurde 1605 aufgestellt.
- In München in der Jesuitenkirche St. Michael die Magdalena-Skulptur (1594/95)
- In Florenz in der Basilica di Santa Croce die Skulptur Figura femminile (?) (Ende 16./Anfang 17. Jahrhundert)
- 1625 Mitarbeit bei der Planung der Fischburg in Gröden.

## Bibliographie
- Thomas P. Bruhn: Hans Reichle (1565/70 - 1642): a reassessment of his sculpture. Dissertation University of Pennsylvania 1981.
- Volker Krahn: Von allen Seiten schön. Bronzen der Renaissance und des Barock. Wilhelm von Bode zum 150. Geburtstag. Skulpturensammlung Staatliche Museen zu Berlin, Preussischer Kulturbesitz. Offenbach, Edition Volker Huber, 1995.
- Am Anfang war das Auge. Kunsthistorische Tagung anlässlich des 100jährigen Bestehens des Diözesanmuseums Hofburg Brixen. Aufsatz von Franz Matsche: Hans Reichles Statuenzyklus des Habsburger-Stammbaums in der  fürstbischöflichen Hofburg zu Brixen (1596-1601) S. 180–243. Veröffentlichungen der Hofburg Brixen, Band 2. Herausgegeben von Leo Andergassen, Hofburg Brixen 2004, ISBN 88-88570-04-7
- Giovanni Pratesi (a cura di): Repertorio della scultura fiorentina del Cinquecento. Società Editrice Umberto Allemandi & C, Torino. ISBN 88-422-1112-5.
- Leo Andergassen: Der Bildhauer Hans Reichle und der Altarbau. In Renaissancealtäre und Epitaphien in Tirol S. 213. Schlern-Schriften 325 Universitätsverlag Wagner, Innsbruck 2007. ISBN 978-3-7030-0417-9.

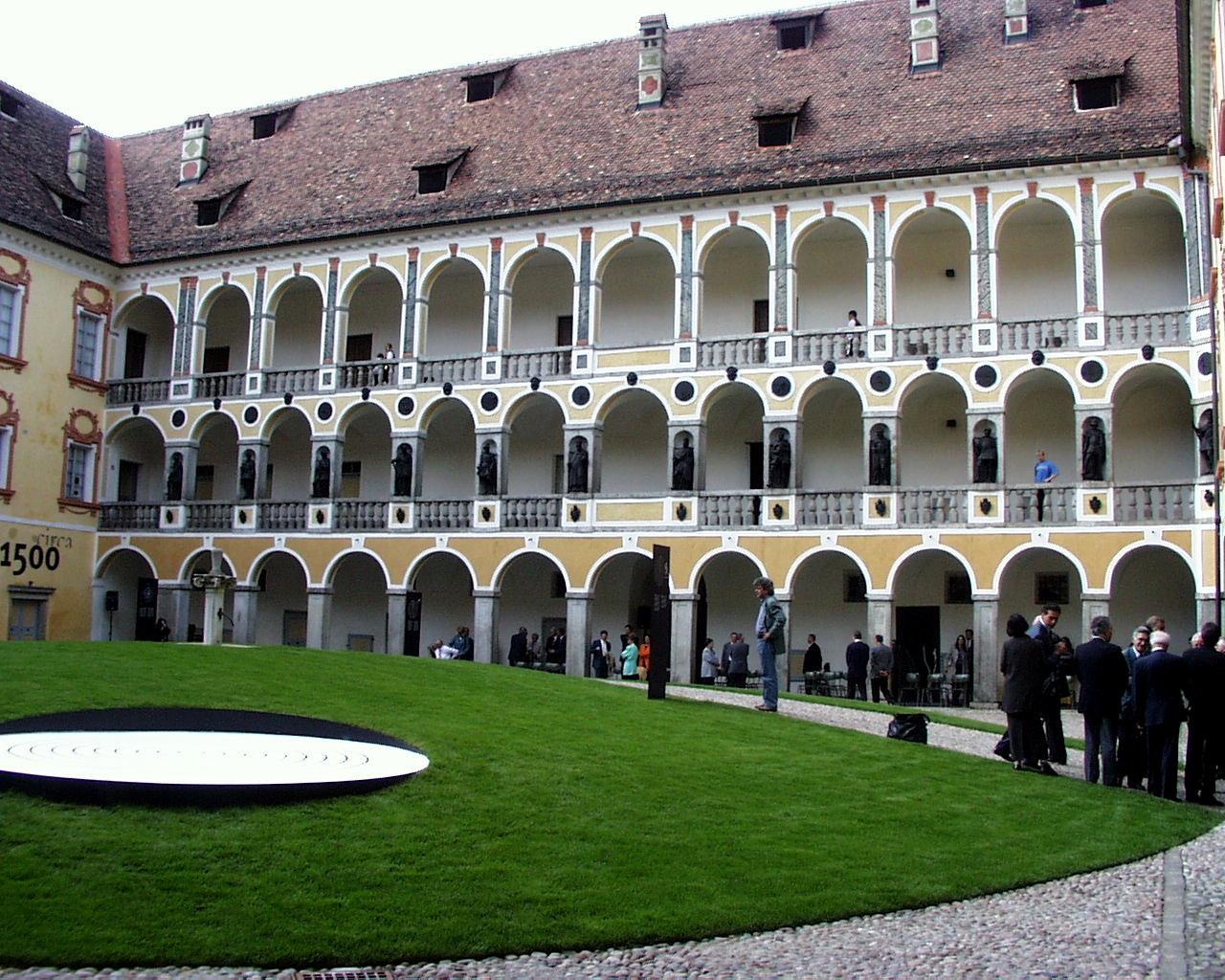
Die Tonfiguren des Hans Reichle in der Fürstbischoeflichen Hofburg in Brixen

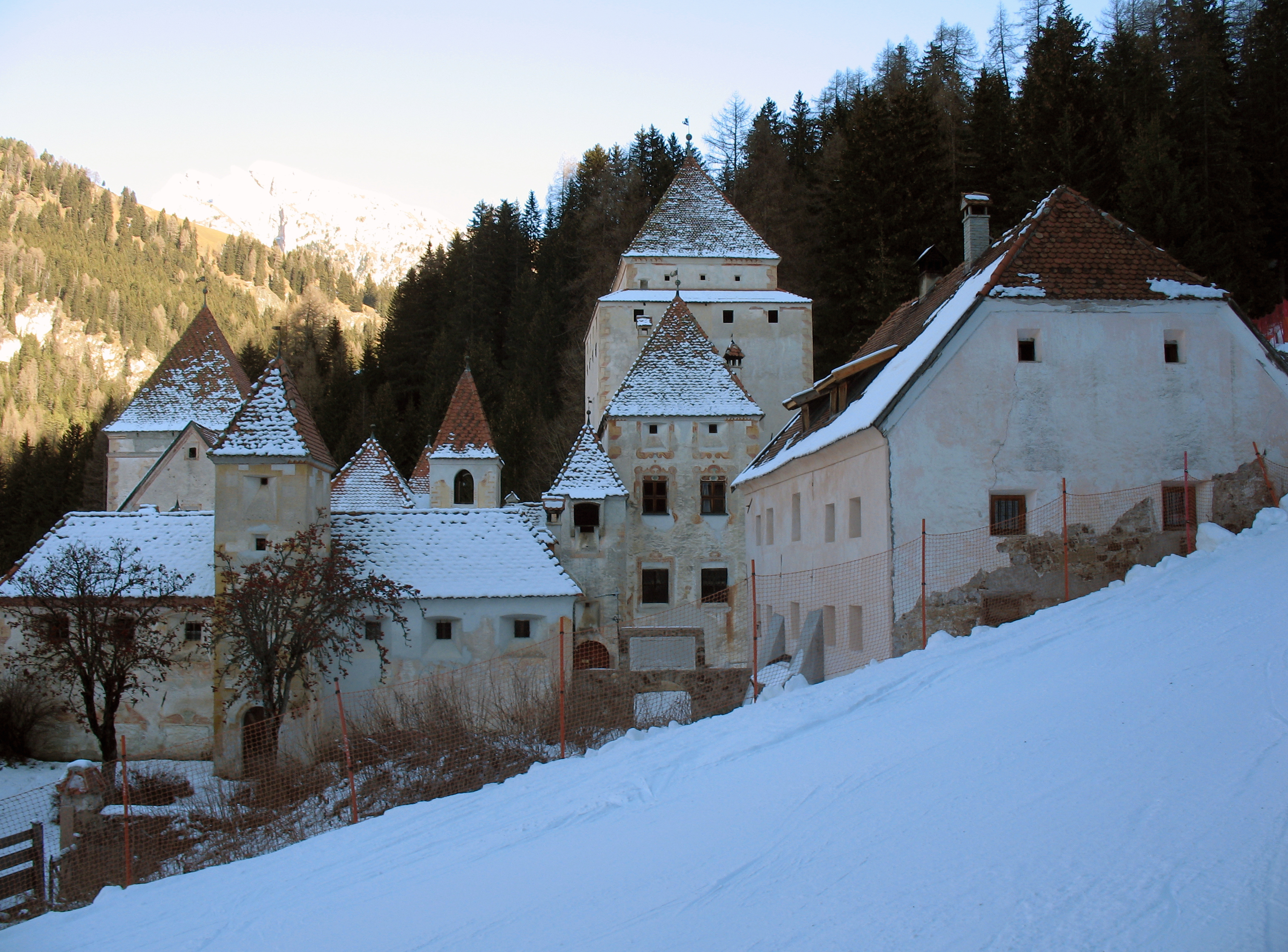
Die von Reichle um 1625 geplante Fischburg in Gröden

- Dorothea Diemer: Reichle, Hans. In: Neue Deutsche Biographie (NDB). Band 21, Duncker & Humblot, Berlin 2003, ISBN 3-428-11202-4, S. 315 f. (Digitalisat).

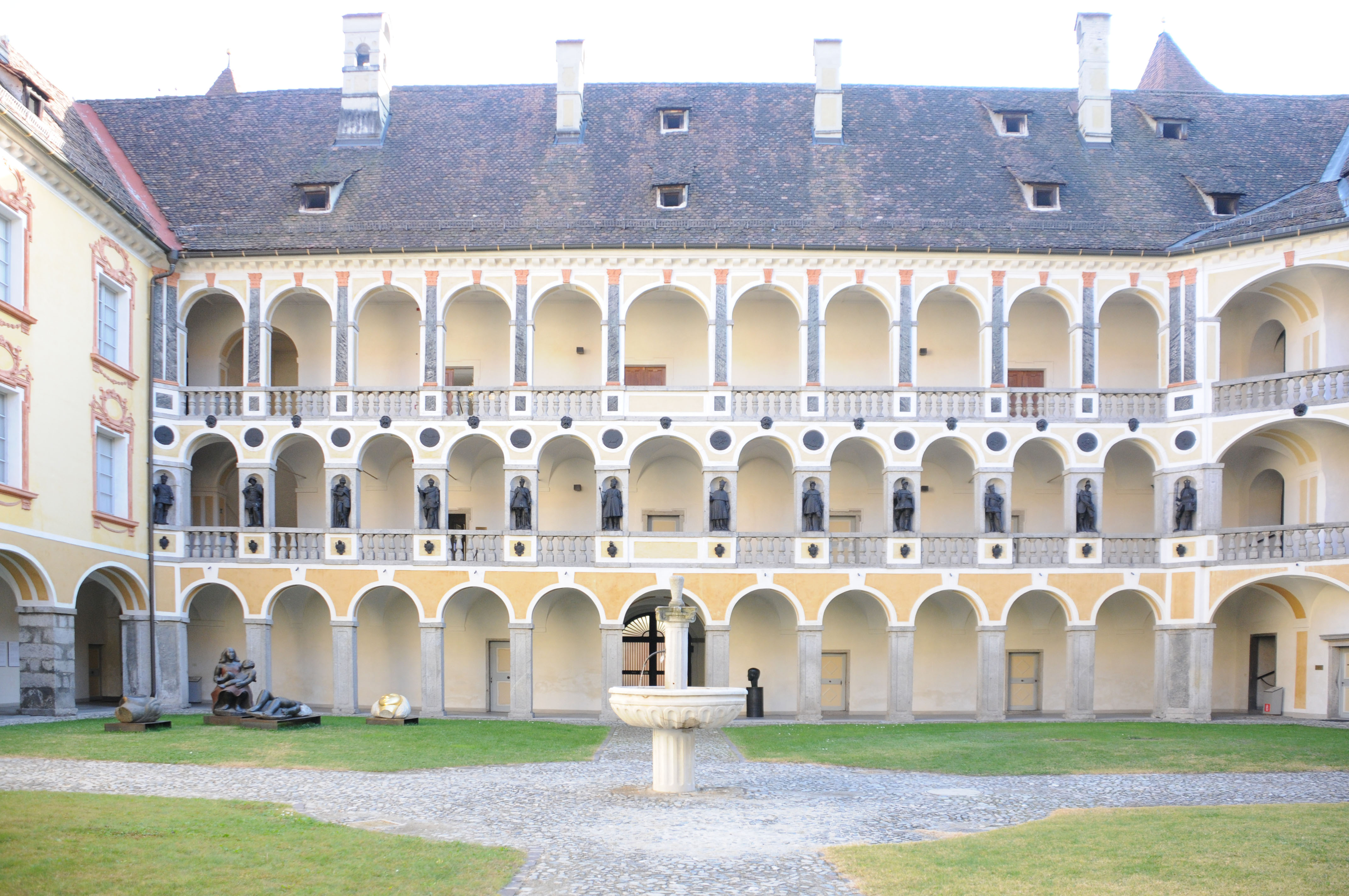
Die Tonfiguren des Hans Reichle in der Fürstbischoeflichen Hofburg in Brixen, Südseite des Innenhofs
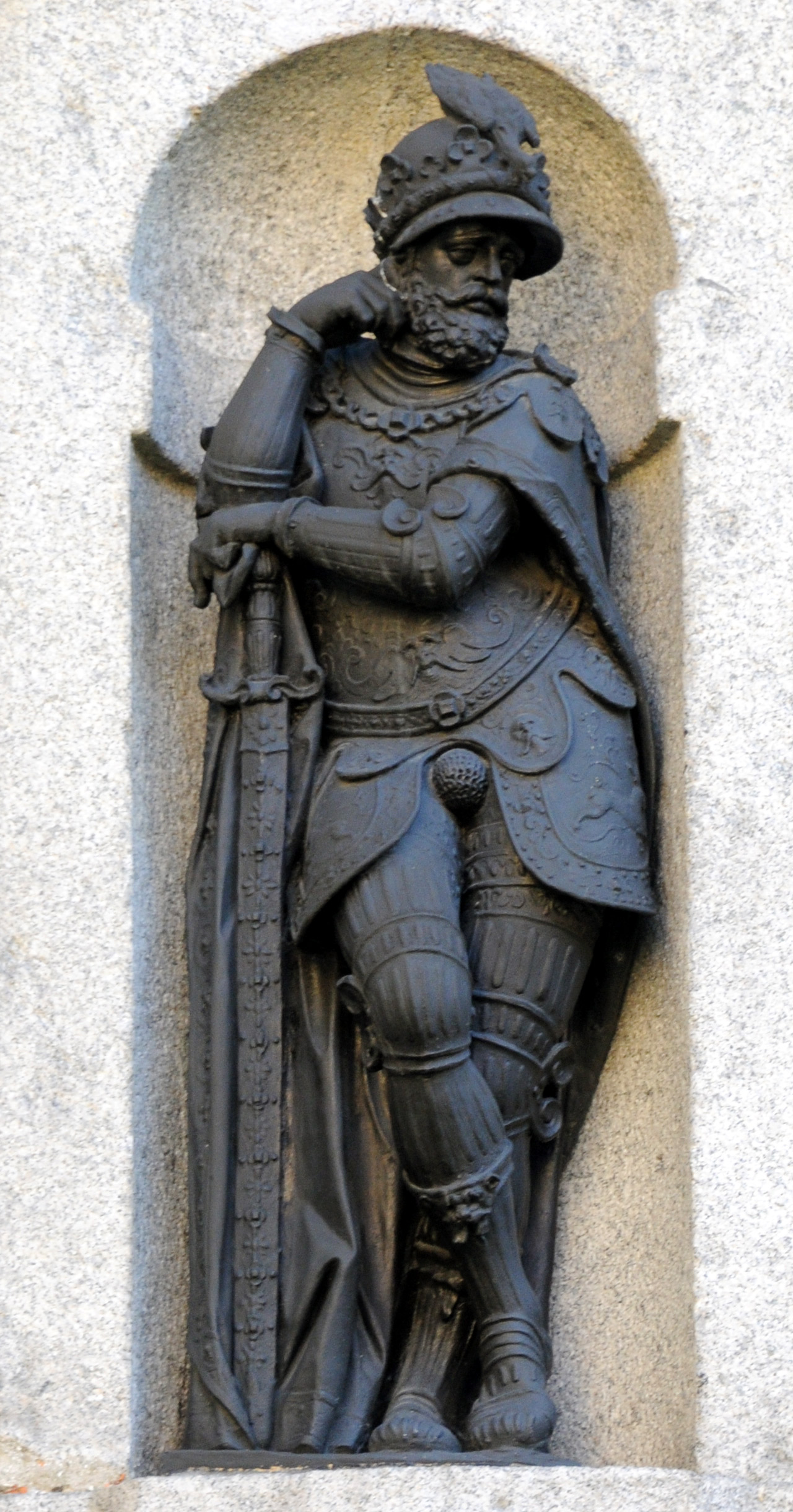
Tonfigur aus der Serie der Kaiser an der Hofburg in Brixen: König Childebert
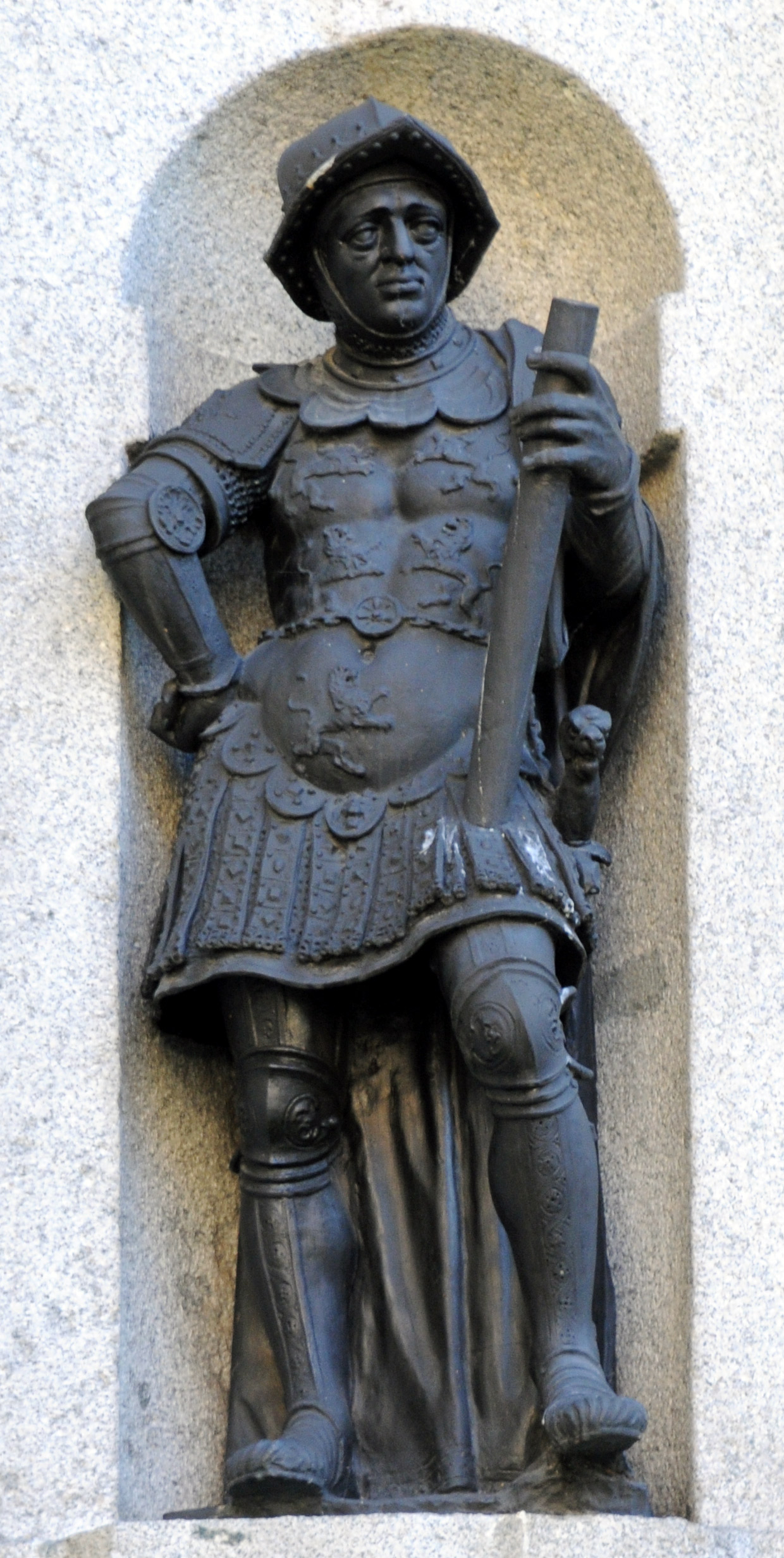
Tonfigur aus der Serie der Kaiser an der Hofburg in Brixen: Graf Rother
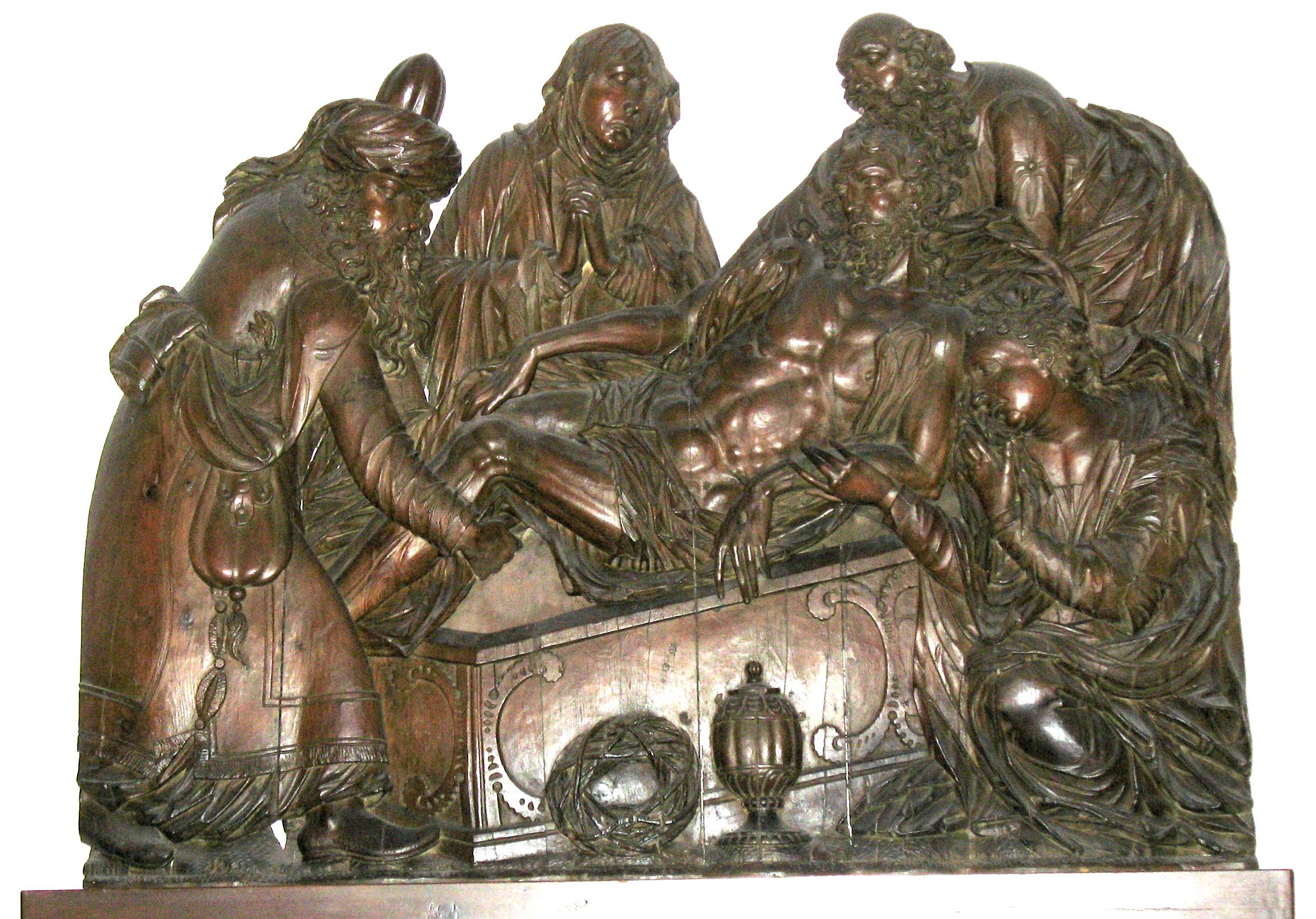
Grablegung Christi von Hans Reichle in der Pfarrkirche von Klausen in Südtirol